# Hieronymos av Kardia
Hieronymos av Kardia, född omkring 360 f.Kr., död omkring 256 f.Kr., var en grekisk historiker som verkade först hos Alexander den store och därefter i Kardia i Thrakien. 
Han författade den omsorgsfullt skrivna Diadochernas historia som omfattade tiden från Alexander den stores död till Pyrrhus död. Denna har gått förlorad men har varit en källa hos senare författare. Fragment är samlade i Karl Otfried Müllers Fragmenta Historicorum Græcorum, Band II (Paris 1848). 